# سمك نيس العاصي
سمك نيس العاصي أو سمك نيس المشرقي (الاسم العلمي:  Chondrostoma kinzelbachi) هو أحد أنواع الأسماك ذات الزعانف الشعاعية من عائلة الشَّبّوطِيّات. عُثِرَ عليها في سوريا وتركيا. موطنها الطبيعي هو الأنهر والتفرعات النهرية. مهددة بالانقراض بسبب دمار موطنها البيئي.